# Костёл Святой Клары (Городковка)
Костёл Святой Клары — храм Киевско-Житомирского диоцеза Римско-католической церкви в селе Городковка Житомирской области. Памятник архитектуры местного значения.
В 1818 в Городковке (до 1946 — Халаимгородок) построена филиальная каплица Святой Клары, относившаяся к приходу Святого Антония села Белополье. В начале XX века польский писатель Евстахий Ивановский инициирует постройку на её месте нового костёла, но в 1903 году он скоропостижно скончался, в связи с чем строительство продолжили дальние родственники писателя — семья Жмигородских. Работы вели польские мастера под руководством архитектора Е. Яблонского. Строительство завершилось в 1913 году. Здание объединило в себе черты готической и романской архитектуры.
Первым настоятелем костёла был Станислав Гурский. В 1935 году храм закрывают и превращают в сельский клуб. Во время Второй мировой войны костёл возобновил деятельность. Настоятелем был Иосиф Козинский. В 1961 году храм вновь закрывают и используют как амбар.
В 1989 году возвращён католикам. Проведена реставрация. Костёл находится под попечением ордена босых кармелитов.